# Clásico joven de Antioquia
El clásico joven de Antioquia es una rivalidad que enfrenta a los dos equipos más competitivos del departamento de Antioquia sin incluir a Independiente Medellín y Atlético Nacional, que son Envigado Fútbol Club y Águilas Doradas.El enfrentamiento se considera como el segundo más importante entre equipos del departamento de Antioquia. Recibe esta denominación ya que estos dos clubes no son tan históricos como los otros ya mencionados anteriormente, por lo que la rivalidad es muy reciente.

## Historia
Debido a que los enfrentamientos de Envigado contra Independiente Medellín y Atlético Nacional no eran tan relevantes sin embargo desde el nacimiento de Corporación Deportiva Itagüí Ditaires en 2008 que adquirió la ficha de Bajo Cauca Fútbol Club en esta temporada comenzó una pequeña rivalidad en el departamento de Antioquiaque con el paso del tiempo iría tomando fuerza e importancia para ambos clubes. El primer encuentro oficial entre estos clubes se dio el 6 de agosto de 2008 por la Copa Colombia donde Envigado golearía por un aplastante 7-0 a Itagüí Ditairesque jugaba en condición de visitante. No obstante el 25 de marzo del año siguiente en la Copa Colombia 2009 Águilas Doradas como Itagüí Ditaires obtendría su revancha ganándole a los naranjas 2-0. El primer enfrentamiento en la Primera A se dio el 13 de febrero en el Estadio Polideportivo Sur que culminaría con un empate a dos goles. Sin Embargo el primer enfrentamiento directamente entre Envigado y Águilas Doradas como tal se disputó el 7 de marzo de 2015 en la fecha 8 del Torneo Apertura 2015 donde Águilas Doradas caería frente a Envigado esta vez por la mínima diferencia. 

## Enfrentamientos
Hasta la fecha solo se han disputado 65 partidos oficialesentre estos 2 clubes en el profesionalismo del fútbol en Colombia siendo 47 de ellos válidos por la Primera A y 18 por la Copa Colombia. En los 64 encuentros los naranjas han salido victoriosos en 21 partidos oficiales mientras que Águilas Doradas lo ha hecho en 20 encuentros y han empatado en 24 ocasiones destacándose un empate a tres goles en el Estadio Polideportivo Sur en el Torneo Finalización 2019.

### Estadísticas
| Equipo          | PJ | PG | PE | PP | Goles |
| --------------- | -- | -- | -- | -- | ----- |
| Envigado F.C.   | 65 | 21 | 24 | 20 | 84    |
| Águilas Doradas | 65 | 20 | 24 | 21 | 73    |